# 大青中朝友谊街道
大青中朝友谊街道，是中华人民共和国辽宁省沈阳市铁西区下辖的一个乡镇级行政单位。

## 行政区划
大青中朝友谊街道下辖以下地区：
锦绣天地社区、中央大街社区、锦云社区、悦海社区、创新社区、融溪社区、悠谷社区、春天里社区、景南社区、小青村、四王村、大挨金村、小挨金村、大于村、土台子村、下地村、壕上村、翟家村、东胜村、后马村、大青村、西胜村、孤家子村和得胜村。